# Södermanlands runinskrifter 201
Runinskrift Sö 201 är en runsten som står på ett gärde i Äleby och Ytterselö socken på Selaön i Strängnäs kommun, Södermanland.

## Stenen
Stenen som saknar runinskrift är endast prydd med ornamentala ormslingor och i Rannsakningarna 1667—84 uppges den vara "ståendes vthi dheres gierde" vid gården Äleby.
Den är skadad på höger sida och upptill är ett större stycke avslaget. Troligen har den från början haft rektangulär form, med den jämna kanten upptill och som på dess vänstra sida fortsatte mot höger och nedåt.
Stenen är nu rest omkring 250 meter från Äleby i en liten backe vid östra sidan om vägen. Materialet är brun sandsten. Höjden är 171 cm, bredden 55 cm vid basen och 90 cm en meter över marken och därefter avsmalnande. Den är 25 cm tjock. Ristningen är alltigenom tydlig. 
På den övre kanten är bokstäverna "MMH" inristade och på den andra sidan är bokstäverna "ETHIEFL" inristade.